# وصول إلى المعلومات
الوصول إلى المعلومات هو قدرة الفرد على طلب المعلومات وتلقيها ونقلها بشكل فعال. ويشمل ذلك في بعض الأحيان «المعارف العلمية والأصلية والتقليدية؛ وحرية المعلومات، وبناء موارد المعرفة المفتوح، بما في ذلك الإنترنت المفتوح والمعايير المفتوحة، والوصول المفتوح للبيانات وتوافرها؛ والحفاظ على التراث الرقمي؛ واحترام التنوع الثقافي واللغوي، كتعزيز الوصول إلى المحتوى المحلي بلغات يسهل الوصول إليها؛ التعليم الجيد للجميع، بما في ذلك التعلم مدى الحياة والتعلم الإلكتروني؛ نشر وسائل الإعلام الجديدة ومحو الأمية المعلوماتية والمهارات، والإدماج الاجتماعي عبر الإنترنت، بما في ذلك معالجة أوجه عدم المساواة القائمة على المهارات والتعليم والجنس والعمر، العرق وإمكانية الوصول من قبل ذوي الإعاقة؛ وتطوير التوصيلية وتكنولوجيا المعلومات والاتصالات الميسورة التكلفة، بما في ذلك المحمول والإنترنت والبنى التحتية للنطاق العريض».